# …příští vlna/next wave…
Festival …příští vlna/next wave… vznikl roku 1994 v Praze a zaměřuje se na oblast nezávislého, alternativního divadla a performing arts i na jejich souvislosti s hudbou, literaturou, výtvarným uměním a filmem. Jeho cílem je představovat širší veřejnosti dosud neznámé či méně známé umělce, divadla a projekty, působící nebo vzniklé v Česku. Založil jej bývalý šéfredaktor časopisu Scéna a nakladatel divadelní literatury (Pražská scéna) Jan Dvořák. Kurátorem festivalu byl nejprve do roku 2013 divadelní kritik Vladimír Hulec, od roku 2014 je kurátorkou a uměleckou ředitelkou Lenka Dombrovská. Pod jejím vedením festival získal v roce 2024 Cenu česká divadelní DNA. Jeho ročníky mají obyvkle tematické zaměření.
Festival se za dobu svého trvání konal na různých místech a v různých časech, například v Experimentálním prostoru Roxy/NoD v Praze, v pražském Divadle Na zábradlí, Studiu Hrdinů, v budově DAMU, zpravidla kolem druhého říjnového víkendu. V poslední době se jeho program soustředil do divadla Komedie a různých site-specific prostor, někdy i mimo Prahu, a to v září. Od 17. ročníku (2010) festival rozšířil své pravidelné aktivity i do Brna, kde se uskutečňuje obvykle v říjnu. Zde našel zázemí nejprve v Divadle Husa na provázku, Kabinetu múz a v sále Paradox divadelní studio. V poslední době mimo site-specific produkcí se brněnská část programu odehrává v prostorách HaDivadla nebo Alfa pasáže.
Od roku 2003 organizátoři festivalu každoročně vyslovují a veřejně prokazují tzv. Pocty festivalu …příští vlna/next wave… významným osobnostem a počinům ve sféře nezávislého a alternativního divadla. V rámci festivalu vychází zpravodaj Tsunami, v minulosti byly publikovány sborníky Orghast.